# 車夫
車夫是指以推车、拉车、赶车等为职业的人，在古代中負責駕駛馬車的人大多數是大戶人家的奴婢，一般身份低微，和現代社會中的司機十分相似。